# 莱特岛猪笼草
莱特岛猪笼草（學名：Nepenthes leyte），是原產於原产于菲律宾莱特岛的特有豬籠草，並以萊特島作為命名，已被记录在海拔900米的亚山地苔藓森林中 。
本种属于非正式的 "翼狀豬籠草系列"，這系列其中包括翼狀豬籠草, 塞西爾豬籠草, 柯普蘭豬籠草, 絕滅豬籠草, 小花豬籠草, 漢密吉伊坦山豬籠草, 奇坦蘭山豬籠草,  棉蘭老島豬籠草, 內格羅斯島豬籠草, 拉莫斯豬籠草, 薩蘭加尼豬籠草和超基豬籠草  。这些物种通过形态学特征结合在一起，包括有翼的叶柄，下表面有基脊的盖子(经常被详细阐述为附属物)，以及接近基部處最宽的上位籠。
有人认为，莱特岛猪笼草可能属于拉莫斯豬籠草的自然变异性，但依然需要实地研究来确认。